# محور وطائي-نخامي-درقي
يعد محور الوطاء - الغدة النخامية - الغدة الدرقية (اختصارًا HPT، ويعرف أيضًا باسم استتباب الغدة الدرقية أو التحكم في التغذية المرتدة الموجه للغدة الدرقية) جزءًا من نظام الغدد الصم العصبية المسؤول عن تنظيم التمثيل الغذائي ويستجيب أيضًا للإجهاد.
مثلما يوحي اسمه، فإنه يعتمد على منطقة الوطاء والغدة النخامية والغدة الدرقية.
يستشعر الوطاء انخفاض مستويات هرمون الغدة الدرقية (ثلاثي يودوثيرونين (T3) وثيروكسين (T4) ويستجيب عن طريق إطلاق هرمون إفراز الثيروتروبين (TRH). يحفز TRH الغدة النخامية الأمامية لإنتاج هرمون الغدة الدرقية (TSH). يقوم TSH بدوره بتحفيز الغدة الدرقية على إنتاج هرمون الغدة الدرقية حتى تعود المستويات في الدم إلى طبيعتها. يمارس هرمون الغدة الدرقية تحكمًا سلبيًا في التغذية الراجعة على منطقة الوطاء وكذلك الغدة النخامية الأمامية، وبالتالي يتحكم في إطلاق كل من الهرمون TRH من الوطاء و TSH من الغدة النخامية الأمامية.
محاور HPA (الوطاء - النخامة - الكظر) و HPG (الوطاء - النخامة - الأقناد) و HPT (الوطاء - النخامة - الغدة الدرقية) هي ثلاثة مسارات تعمل فيها وظيفة الغدة النخامية والغدد الصماء العصبية المباشرة.

## الآلية الفزيولوجية
ينتج توازن الغدة الدرقية عن نظام التلقيم الراجع متعدد الحلقات الموجود فعليًا في جميع الفقاريات العليا. لا غنى عن الوظيفة المناسبة من التلقيم الراجع السلبي من أجل النمو، التمايز، التكاثر والذكاء. يعاني عدد قليل جدًا من الحيوانات (مثل قنافذ البحر والكسلان) من ضعف توازن الغدة الدرقية الذي يُظهر نقطة ضبط منخفضة جدًا يُفترض أنها تكمن وراء التشوهات الأيضية والجينية لهذه الحيوانات.
تفرز الغدة النخامية ثيروتروبين (TSH؛ هرمون تحفيز الغدة الدرقية) الذي يحفز الغدة الدرقية على إفراز هرمون الغدة الدرقية (T4)، وبدرجة أقل، ثلاثي يودوثيرونين (T3). ومع ذلك، يتم إنتاج الجزء الأكبر من T3 في الأعضاء المحيطية، على سبيل المثال الكبد والأنسجة الدهنية والدبقية والعضلات الهيكلية عن طريق إزالة اليود من الدورة الدموية T4. يتم التحكم في إزالة اليود عن طريق العديد من الهرمونات والإشارات العصبية بما في ذلك TSH و الفازوبرسين والكاتيكول الأمين.
كل من هرمونات الغدة الدرقية المحيطية (يودوثيرونين) تمنع إفراز هرمون الثيروتروبين من الغدة النخامية (تلقيم راجع سلبي). وبالتالي، يتم تحقيق تركيزات التوازن لجميع الهرمونات.
يضبط أيضًا إفراز TSH عن طريق هرمون إفراز للثيروتروبين (ثيروليبررين، TRH)، والذي يتم كبح إفرازه مرة أخرى بواسطة T4 في البلازما و T3 في السائل الدماغي الشوكي (تلقيم راجع سلبي مديد، حلقة فيكيتي - ليشان). حلقات التلقيم الراجعة الإضافية هي دارات التلقيم الراجعة فائقة القصر المسؤولة عن إفراز TSH (حلقة بروكن - فيرزينغا - برومن) ودارات التلقيم الراجعة الخطية التي تتحكم في ارتباط بروتين البلازما.
اقترحت الأبحاث الحديثة وجود حافز تغذية إضافي يربط إطلاق TSH بنشاط ديوديناز في البشر. يمكن أن يفسر وجود تحويل TSH-T3 هذا سبب ارتفاع نشاط ديوديناز في مرضى قصور الغدة الدرقية ولماذا قد يستفيد جزء بسيط من الأفراد المصابين من العلاج البديل بـ T3.
تقارب إشارات واردة متعددة في التحكم في إطلاق TSH بما في ذلك على سبيل المثال لا الحصر T3، السيتوكينات والأجسام المضادة لمستقبلات TSH 
قد تكون السبب لملاحظة العلاقة بين تركيز T4 الحر في البلازما مع مستويات TSH التي تنشأ عن علاقة لوغاريتمية خالصة تم اقتراحها مسبقًا.

## الحالات الوظيفية للتحكم في التلقيم الراجع السلبي
- السواء الدرقي: وظيفة الغدة الدرقية طبيعية
- قصور الغدة الدرقية: انخفاض وظائف الغدة الدرقية
  - قصور الغدة الدرقية الأولي: توقف دارة التلقيم الراجعة بسبب انخفاض قدرة إفراز الغدة الدرقية، على سبيل المثال بعد جراحة الغدة الدرقية أو في حالة التهاب الغدة الدرقية المناعي الذاتي
  - قصور الغدة الدرقية الثانوي: توقف دارة التلقيم الراجعة على مستوى الغدة النخامية، على سبيل المثال. في فشل الغدة النخامية الأمامي
  - قصور الغدة الدرقية الثالثي: نقص التحفيز بواسطة TRH، على سبيل المثال في فشل الوطاء، متلازمة بيكارد-فاهلبوش أو متلازمة مرض سواء الغدة الدرقية.
- فرط نشاط الغدة الدرقية: زيادة وظائف الغدة الدرقية بشكل غير لائق
  - فرط نشاط الغدة الدرقية الأولي: إفراز غير مناسب لهرمونات الغدة الدرقية، على سبيل المثال. في حالة مرض جريفز.
  - فرط نشاط الغدة الدرقية الثانوي: حالة نادرة، على سبيل المثال في حالة إنتاج TSH من الورم الحميد في الغدة النخامية أو مقاومة جزئية لهرمون الغدة الدرقية.
- التسمم الدرقي: الإفراط في الإمداد بهرمونات الغدة الدرقية، على سبيل المثال. عن طريق جرعة زائدة من مكملات الليفوثيروكسين الخارجية.
- متلازمة T3 المنخفض ومتلازمة T3 العالي: عواقب اليودنة المنخفضة، على سبيل المثال في حالات المرض الخطير كمثال للنوع 1 من التباين الركودي، أو فرط اليودنة، كما هو الحال في النوع 2 من التباين الركودي،[17] بما في ذلك اضطراب ما بعد الصدمة.[10]
- مقاومة هرمون الغدة الدرقية: توقف دارة التلقيم الراجعة على مستوى مستقبلات هرمون الغدة الدرقية.

## التشخيص
تغطي الإجراءات القياسية تحديد مستويات الهرمونات التالية في الدم:
- TSH (ثيروتروبين، هرمون الغدة الدرقية)
- T4 الحر
- T3 الحر

بالنسبة للظروف الخاصة، قد تكون الفحوصات والإجراءات التالية مطلوبة:
- إجمالي T4
- إجمالي T3
- TBG الغلوبولين الرابط للتيروكسين
- اختبار TRH
- قدرة إفراز الغدة الدرقية (GT)[18]
- مجموع نشاط ديوديناز المحيطي (GD)[18]
- مشعرTSH[19]